# Neomfalions
Els neomfalions (Neomphaliones) són una subclasse de mol·luscs gastròpodes.

## Taxonomia
La subclasse Neomphaliones inclou 116 espècies en dos ordres:
- Ordre Cocculinida
- Ordre Neomphalida